# 알프레트 아인슈타인
알프레트 아인슈타인(Alfred Einstein, 1880년 12월 30일~1952년 2월 13일)은 독일에서 출생한 유대계 미국인 음악학자, 음악사학자, 법학자, 바이올리니스트, 작곡가, 고전음악평론가, 교육인이다.

## 생애
1903년 바이올린 연주자로 첫 데뷔하였고 이후 음악학자·음악사학자·법학자로 활동하다가 1918년 고전음악평론가로 평단에 등단하였다.
이후 나치스의 유대인 탄압을 피하여 독일을 떠나 스위스를 거쳐 미국으로 건너갔으며 1945년 연합군 점령하 독일 시민권을 포기하고 미국 시민권을 취득하였다.

## 공적
그는 볼프강 아마데우스 모차르트 및 루트비히 쾨헬 관련 연구에 큰 공적이 있다.

## 학력
- 독일 루트비히 막시밀리안 뮌헨 대학교 음악학과 학사
- 독일 루트비히 막시밀리안 뮌헨 대학교 대학원 법학석사·음악학 석사·음악학 박사

## 저서
- 《음악에서의 위대성》(강해근 역, 포노, 2020). 한국어판. 《Greatness in Music》(1941), 《Größe in der Musik》를 한국어로 옮긴 책.